# Battaglia di Hamel
La 'battaglia di Hamel' (4 luglio 1918) fu un attacco pianificato lanciato dall'Australian Corps del Australian Imperial Force contro le posizioni tedesche nella città di Hamel, nella Francia settentrionale, durante la prima guerra mondiale.
I piani di battaglia furono elaborati dal generale John Monash. La battaglia ebbe un'importanza significativa non tanto per il suo valore prettamente strategico, ma poiché le tattiche utilizzate differirono notevolmente da quelle che costituivano la prassi dell'epoca, che tipicamente facevano largo uso di massicci assalti frontali. La battaglia fu un successo per gli alleati; il raggiungimento degli obbiettivi prefissati richiese solamente 92 minuti (a confronto di battaglie che spesso duravano molti mesi senza cambiare sostanzialmente gli equilibri tra gli schieramenti). Le truppe australiane subirono perdite per 1 062 uomini (tra cui 800 morti), mentre gli americani persero 176 uomini (tra cui 100 morti).
I tedeschi persero circa 2000 soldati; altri 1600 vennero fatti prigionieri, oltre alla perdita di una notevole quantità di equipaggiamenti.
La precisa pianificazione della battaglia da parte di Monash, così come la conoscenza da parte di tutte le truppe dei loro obiettivi furono elementi cruciali per la vittoria. Va inoltre ricordato l'uso innovativo di molte tattiche tra cui il rifornimento aereo (lanci con paracadute) ed il coordinamento avanzato tra fanteria e mezzi corazzati. Ad esempio, i carri armati furono usati anche per spezzare il blocco dell'artiglieria, dove gli sbarramenti d'artiglieria bloccavano l'avanzata delle truppe, o ancora, per trasportare cibo, armi e medicine alle truppe avanzate.  Monash era convinto che la fanteria non andasse sacrificata in un'avanzata non protetta, da qui la sua cura di assicurare un'adeguata copertura.
Nonostante fosse una battaglia secondaria, ha avuto ampie conseguenze sulla guerra di trincea, fornendo una dimostrazione pratica di come la fase di stallo poteva essere spezzata. La strategia ebbe un successo su scala molto più ampia nella battaglia di Amiens, e fu uno dei principali fattori dei successi alleati nel prosieguo della guerra. Il feld-maresciallo Bernard Law Montgomery, famoso comandante dell'esercito inglese durante la seconda guerra mondiale, riconobbe John Monash quale miglior generale della prima guerra mondiale sul fronte occidentale in Europa.
Un contingente di 2000 soldati americani del 131st e 132nd reggimento parteciparono alla battaglia sotto la supervisione dei veterani australiani. Fu una delle prime volte che gli americani parteciparono ad un attacco pianificato durante il primo conflitto mondiale.

## Sfondo

### Situazione militare
All'inizio del 1918, a seguito della capitolazione della Russia, i tedeschi iniziarono a concentrare il grosso delle loro forze sul fronte occidentale. Nell'arco di quattro mesi, fino a 48 divisioni furono spostate a ovest.  Concentrando i loro sforzi sulla valle della Somme, il 21 marzo i tedeschi lanciarono una grande offensiva - l'offensiva di primavera  - contro il fianco meridionale britannico.  Dopo aver respinto gli Alleati verso il capolinea ferroviario di Amiens, l'avanzata tedesca nel settore fu frenata intorno a Villers-Bretonneuxai primi di aprile. Quando l'offensiva tedesca si esauriva, in giugno gli Alleati iniziarono a prepararsi per la propria offensiva, conducendo una serie di avanzamenti su piccola scala che divennero noti come " penetrazioni pacifiche ".
Dopo l'applicazione iniziale di questa tecnica intorno a Morlancourt durante la prima, seconda e terza battaglia di Morlancourt, il comandante della quarta armata britannica, il tenente generale Henry Rawlinson, decise che il prossimo attacco sarebbe arrivato al villaggio di Le Hamel, nella Somme.  L'avanzata tedesca all'inizio dell'anno aveva creato un "rigonfiamento" in prima linea intorno al villaggio, che aveva creato un saliente che esponeva le truppe alleate nel settore al fuoco d'infilatura e consentiva ai tedeschi di osservare le retrovie alleate. Catturare il villaggio aiuterebbe a stabilire una "postura aggressiva" e alleviare la pressione nel settore. Il tenente generale John Monash, comandante dell'Australian Corps, è stato scelto per pianificare l'attacco.

### Geografia
Situata a sud del fiume Somme, a circa 3 km a nord-est di Villers-Bretonneux su uno sperone tra due colline, Hamel era strategicamente importante sia per gli alleati che per i tedeschi. L'altura offriva ai tedeschi una buona osservazione del settore, che avevano utilizzato per sparare sbarramenti di artiglieria su Villers-Bretonneux,  e il controllo del villaggio era vitale se desideravano continuare la loro offensiva nel settore, e permetteva loro di continuare a minacciare Amiens, a 17 km di distanza. La linea alleata era posizionata sul versante opposto di una collina a 2,4 km a ovest del villaggio e la messa in sicurezza del villaggio avrebbe consentito agli alleati di irrigidire la loro linea difensiva. Il villaggio ha anche agito da ostacolo alla proposta avanzata verso est attraverso la Somme prevista per la fine dell'anno e la sua cattura avrebbe facilitato future operazioni offensive nel settore.

## Preludio

### Pianificazione
La vittoria degli Alleati doveva molto alla pianificazione dettagliata di Monash e al briefing di tutte le truppe sui loro obiettivi.  La battaglia fu la sua prima come comandante dell'Australian Corps.  Gli alleati fecero un nuovo uso di una serie di tattiche, come il lancio con il paracadute di forniture mediche e munizioni per fucili nelle custodie, e il rifornimento tramite carri armati piuttosto che tramite truppe che trasportavano rifornimenti. I carri armati e gli aerei portarono rapidamente provviste alle truppe mentre avanzavano.  La capacità di carico dei carri armati equivaleva a circa 1 200 soldati che svolgevano lo stesso lavoro. I segnali sono stati inviati in gran parte via cavo e telefono, ma sono stati sperimentati anche nuovi metodi di segnalazione, compreso l'uso di razzi che sono stati utilizzati da alcuni quartier generali di battaglione per trasmettere messaggi urgenti alle retrovie, sebbene ciò si sia rivelato in gran parte inefficace. Altre tecniche erano più efficaci come l'uso di piccioni, lampade Lucas e, per la prima volta, gli ufficiali utilizzavano wireless per inviare messaggi dagli obiettivi catturati.
C'era un coordinamento avanzato tra fanteria, artiglieria e corazza, e l'ultimo carro armato Mark V altamente manovrabile è stato utilizzato dopo che era stato dimostrato a Monash e Rawlinson.  Cinque compagnie (60 da combattimento e quattro carri armati di rifornimento) della 5ª brigata di carri armati britannici furono fornite per l'assalto.  Sebbene gli australiani avessero lavorato con successo con un piccolo numero di carri armati a Villers-Bretonneux, la loro opinione sulla tecnologia fu offuscata dalla brutta esperienza che avevano avuto con loro nell'aprile e maggio 1917 intorno a Bullecourt. In quanto tale, per garantire il coordinamento e superare i problemi che gli australiani avevano vissuto a Bullecourt, la fanteria e i carri armati australiani si addestrarono e vissero insieme prima della battaglia.  Schemi colorati erano dipinti sui lati dei carri armati, corrispondenti ai battaglioni che avrebbero sostenuto, in modo che la fanteria sapesse quale carro armato seguire.
Il piano di battaglia prevedeva uno sbarramento strisciante, in cui lo sbarramento dell'artiglieria si muove lentamente davanti alle truppe che avanzano. Ciò proteggeva le truppe sopprimendo l'attività nemica, facilitando così la loro avanzata.  Oltre 600 cannoni britannici e francesi - 302 pesanti e 326 pezzi da campo   - furono usati per il fuoco di sbarramento e di controbatteria, compresi gli sbarramenti regolari nei giorni precedenti l'attacco. Monash era fermamente convinto che la fanteria non dovesse essere sacrificata in un'avanzata non protetta, da qui la sua cura di assicurarsi che fossero ben coperti. Prima dell'attacco, l'artiglieria ha trascorso due settimane a condurre il "tiro di condizionamento" nel settore, sparando gas e proiettili fumogeni alla stessa ora ogni giorno prima dell'alba, mentre venivano implementate rigide procedure di sicurezza operativa.  Inoltre, 46 mitragliatrici pesanti sono state poste in area di supporto, mentre il numero di Lewis Guns è stato aumentato per fornire supporto di fuoco organico.

### Crisi della leadership dell'Australian Corps
Charles Bean, lo storico ufficiale della guerra australiano, notò che Monash era tanto più efficace quanto più si elevava all'interno dell'esercito, dove aveva una maggiore capacità di usare le sue abilità per una pianificazione e un'organizzazione meticolose e di innovare nell'area della tecnologia e delle tattiche.  Bean non era stato un grande ammiratore di Monash all'inizio della sua carriera, in parte a causa di un pregiudizio generale contro il background ebreo-prussiano di Monash, ma più in particolare perché Monash non si adattava al concetto di Bean del carattere australiano per antonomasia che Bean fosse nel processo di mitizzazione nella sua opera monumentale L'Australia nella guerra del 1914-1918. (Sia Bean che Monash, tuttavia, avendo visto i peggiori eccessi delle dottrine militari alleate e lo spreco di vite umane sul fronte occidentale, erano determinati che il ruolo del comandante fosse quello di occuparsi e proteggere il più possibile le truppe sotto il loro comando.) Bean scrisse nel suo diario di Monash "Non vogliamo che l'Australia sia rappresentata da uomini principalmente a causa della loro capacità, naturale e innata negli ebrei, di spingersi oltre".  Ha cospirato con il giornalista di spicco Keith Murdoch per indebolire Monash e rimuoverlo dal comando dell'Australian Corps. Hanno indotto in errore il primo ministro Billy Hughes a credere che gli alti ufficiali del Corpo fossero contrari a Monash. Hughes arrivò al fronte due giorni prima della battaglia di Hamel, pronto a sostituire Monash. Tuttavia, prima si consultò con alti ufficiali e ascoltò le loro lodi del loro comandante, e Monash mostrò anche il suo superbo potere di pianificazione per la battaglia imminente. Hughes ha cambiato idea e ha sostenuto Monash.

### Forze d'assalto
Stimando che la forza tedesca intorno a Hamel fosse di circa 5 600 (2 790 in prima linea, con 2 860 in riserva),  Monash scelse la 4ª divisione australiana del maggiore generale Ewen Sinclair-Maclagan per fornire il grosso della forza d'assalto. Composto da tre brigate impoverite – la 4a, 12a e 13a  – era rinforzato da due brigate che erano distaccate da altre divisioni: la 6a dalla 2ª Divisione e l'11a dalla 3ª Divisione. Per evitare di impoverire troppo la 4ª divisione, Monash stabilì che solo la 4ª brigata avrebbe preso parte all'assalto, insieme alle due brigate di rinforzo, mentre a una quarta brigata, la 15a, della 5ª divisione, era stato assegnato un ruolo diversivo a nord del fiume Somme, lanciando una "finta" contro Ville-sur-Ancre.  Concepita come un'opportunità per impiegare un approccio "a braccia combinate", la 5ª brigata di carri armati britannica del generale di brigata Anthony Courage, equipaggiata con il nuovo carro Mark V, fu assegnata a supportare l'attacco, insieme a grandi quantità di aerei e artiglieria.
Rawlinson suggerì a Monash alla fine di giugno 1918 che il coinvolgimento americano in un attacco fisso insieme agli australiani avrebbe dato esperienza alle truppe americane e rafforzato i battaglioni australiani, che erano stati indeboliti da pesanti perdite e reclutamento in calo, da una compagnia aggiuntiva ciascuno.  Il 29 giugno, il maggiore generale George Bell, al comando della 33ª divisione americana, selezionò due compagnie, ciascuna di 250 uomini,  dal 131º e 132º reggimento di fanteria della 65ª brigata. Tuttavia, a Monash erano state promesse 10 compagnie americane e il 30 giugno furono inviate le restanti compagnie del 1 ° e 2 ° battaglione del 131 ° reggimento di fanteria. Ogni plotone americano era assegnato a una compagnia australiana. Per il 41º battaglione, la compagnia "A" è stata spazzata via di recente da un attacco con il gas a Villers-Bretonneux, quindi gli americani sono stati incorporati come compagnia "X" nel battaglione.  Una difficoltà nell'integrare i plotoni americani di 60 uomini nelle compagnie australiane di 100 uomini è stata superata riducendo le dimensioni di ciascun plotone americano di un quinto e inviando le truppe rimosse, che contavano 50 ufficiali e uomini, di nuovo al battaglione campi di rinforzo. L'impegno di queste compagnie rappresentò la prima volta nella storia che le truppe dell'esercito americano avrebbero combattuto sotto un comandante straniero.
Il primo ministro australiano, Billy Hughes, si è rivolto alle truppe il 2 luglio, due giorni prima dell'inizio dell'attacco.  La mattina successiva, il generale John J. Pershing, comandante del corpo di spedizione americano in Francia, venne a conoscenza del piano e ordinò il ritiro di sei compagnie americane.  Mentre alcuni americani, come quelli assegnati al 42º Battaglione, disobbedirono all'ordine, la maggioranza, sebbene delusa, tornò nelle retrovie.  Ciò significava che i battaglioni dovevano riorganizzare le loro formazioni d'attacco e causava una grave riduzione delle dimensioni delle forze alleate. Ad esempio, l'11ª Brigata stava ora attaccando con 2 200 uomini invece di 3 000 C'era un'ulteriore richiesta dell'ultimo minuto per la rimozione di tutte le truppe americane dall'attacco, ma Monash, che aveva scelto il 4 luglio come data dell'attacco per "deferenza" verso le truppe statunitensi, protestò con Rawlinson e ricevette il sostegno di Il feldmaresciallo Douglas Haig, comandante della forza di spedizione britannica.  In totale, la forza d'assalto alleata ammontava a circa 7 000 uomini.

### Forze in difesa
Le forze tedesche attorno ad Hamel erano composte da due divisioni – la 13ª Divisione e la 43ª Divisione di Riserva  – della Seconda Armata del generale Georg von der Marwitz. La 13ª divisione era composta dal 13º, 15º e 55º reggimento di fanteria, mentre la 43ª divisione di riserva era composta da tre reggimenti di fanteria di riserva: il 201°, 202° e 203°. La 13ª divisione si era spostata solo di recente in posizione a sud di Hamel, essendo stata riposata per un mese prima, mentre la 43ª divisione di riserva aveva preso posizione ad Hamel e al suo nord due settimane prima. Il suo 202º reggimento di fanteria teneva Hamel stesso, mentre il 201° e il 203° erano posizionati alla sua destra, allungando la linea a nord. Nel settore della 13ª divisione, il 55º reggimento di fanteria deteneva Pear Trench e parte di Vaire Wood, il 13º reggimento di fanteria deteneva il resto di Vaire Wood e parte della linea a sud, mentre il 15º reggimento di fanteria era più a sud intorno alla strada romana All'interno di Hamel stesso.

## Battaglia

### Sbarramento iniziale
Alle 22:30 della notte del 3 luglio, i carri armati britannici Mark V e Whippet iniziarono a spostarsi da Fouilloy e Hamelet alle loro aree di raccolta a mezzo miglio (0,8 km) dietro le linee del fronte. Le guide della fanteria hanno tracciato tracce da lì ai battaglioni, che avevano già inviato gruppi in avanti per tagliare percorsi attraverso il proprio filo.  La mattina presto, alle 03:02, l'artiglieria di supporto si aprì con il consueto bombardamento molesto. Essendo stati condizionati nelle ultime due settimane ad aspettarsi un attacco con il gas, i difensori tedeschi hanno indossato le maschere antigas, questo "ha limitato i loro movimenti, la consapevolezza della situazione e la capacità di comunicare". Mascherati dal rumore del bombardamento, i 60 carri armati spostarono l'ultimo mezzo miglio in prima linea, mentre lo squadrone n. 101 della Royal Air Force britannica forniva una copertura aggiuntiva sganciando trecentocinquanta bombe da 25 libbre a est di il fronte australiano.  Ogni pilota dello squadrone ha effettuato almeno tre missioni tra il tramonto e l'alba.
Le batterie di artiglieria hanno gradualmente ridotto il loro raggio fino a raggiungere la linea di partenza per lo sbarramento strisciante. Quindi, alle 03:10, lo sbarramento principale è iniziato con cortine fumogene laterali stabilite dall'artiglieria e dai mortai da trincea. Lo sbarramento strisciante iniziò a 200 iarde (183 m) davanti alle truppe attaccanti e continuò per 600 iarde (549 m) oltre. La fanteria si alzò lungo l'intera linea e iniziò a seguire lo sbarramento a una distanza di 75 iarde (69 m). Sebbene lo sbarramento fosse per lo più accurato, alcuni colpi non sono riusciti all'incrocio tra la 4ª e l'11ª brigata, spazzando praticamente via una squadra americana e un plotone del 43º battaglione. Più a sud, una dozzina di uomini del 15º battaglione furono uccisi e 30 feriti in un incidente simile.
Alle 03:14 lo sbarramento avanzò e la fanteria continuò a seguirlo nella nuvola di fumo e polvere – causata dal terreno gessoso agitato dai proiettili esplosivi – che rendeva difficile l'osservazione della linea dello sbarramento e oscurava alcuni dei obiettivi davanti alla fanteria. Le truppe americane, desiderose di tenere il passo con gli esperti australiani, si precipitarono nel fuoco dei proiettili e almeno un australiano, il caporale Mick Roach,  fu ucciso mentre girava intorno a un plotone americano che era entrato nello sbarramento.  L'attacco fu quindi messo in atto, scontrandosi con tre importanti punti di forza tedeschi: la "Pear Trench", il Vaire e il bosco di Hamel, e lo stesso villaggio di Hamel. Altri combattimenti si verificarono alla periferia, con azioni combattute fino all'estremo sud della Strada Romana - a 4,0 miglia (6,5 km) di distanza   - e più a nord oltre il fiume Somme intorno a Ville-sur-Ancre.

### Fossa delle pere
La Fossa delle Pere, così chiamata per la sua forma, era una delle tante difese tedesche che la forza d'assalto doveva superare. Situata a sud-ovest di Hamel sul "pendio inverso di un dolce sperone",  la Pear Trench formava il centro del fronte di 4,0 miglia (6,5 km) sul quale gli australiani attaccarono.  Il 15º Battaglione, della 4ª Brigata, fu incaricato di assaltare la posizione,  supportato da tre carri armati. Fin dall'inizio le cose sono andate storte. I carri armati assegnati alla 4ª Brigata si erano persi nell'oscurità e non erano arrivati in tempo; nel frattempo, la preparazione dell'artiglieria in questo settore era stata insufficiente e alcuni proiettili erano sbarcati tra il 15º Battaglione mentre si era formato per l'assalto, causando vittime e lasciando indisturbate e libere parte delle difese tedesche per ingaggiare la fanteria con la mitragliatrice sparare con pesanti cannoni Maxim.
Avanzando sotto il fuoco verso la Pear Trench, gli australiani assalitori hanno scoperto che la loro strada era bloccata dal filo spinato. Era previsto che sarebbe stato tagliato dallo sbarramento, ma intatto presentava un ostacolo significativo. Mentre tentavano di attraversarlo o superarlo, i difensori tedeschi iniziarono a scagliare loro granate. Con i carri armati ancora in arrivo dalle retrovie, l'assalto del 15º Battaglione fu temporaneamente fermato. A quel punto, i due cannoni australiani Lewis attaccati a ciascun plotone entrarono in azione, fornendo fuoco di copertura per i fucilieri che avanzavano. La pistola Lewis era un'arma servita dall'equipaggio normalmente sparata dalla posizione prona, ma a causa degli alti raccolti che oscuravano la visuale del bersaglio da parte dei cannonieri, i cannonieri Lewis si alzarono e spararono dall'anca, sopprimendo le mitragliatrici tedesche. In tal modo, subirono pesanti perdite, ma guadagnarono abbastanza tempo perché una compagnia potesse caricare due delle mitragliatrici. Quando un altro Maxim si è aperto sulla sinistra, il soldato Henry Dalziel, un "secondo" in una ciurma di Lewis, ha caricato la pistola solo con un revolver, uccidendo il suo equipaggio di due uomini e catturando un altro tedesco. Successivamente è stato insignito della Victoria Cross.
Nel frattempo, i combattimenti intorno alla Pear Trench continuarono mentre i difensori resistevano in numerose fosse di mitragliatrici e mortai. La trincea divenne teatro di combattimenti pesanti e confusi quando la fanteria australiana si scontrò con granate e mitragliatrici con baionette. Nel mezzo della marea dell'assalto, alcuni tedeschi cercarono di arrendersi, ma mentre lo facevano altri attaccarono gli australiani tentando di catturarli. Dopo questo, non è stato concesso alcun quarto e alla fine, poiché gli australiani hanno avvolto la posizione dai fianchi, sono stati in grado di liberare le restanti sacche di resistenza.  Sfruttando la posizione, gli australiani raggiunsero la linea di arresto designata e si erano fermati per "smoko" quando finalmente arrivarono i carri armati di supporto.

### Vaire e Hamel Woods
Situati a sud sia del villaggio di Hamel che della Pear Trench, i boschi di Vaire e Hamel erano uniti da una stretta striscia di alberi; il bosco di Hamel era il più settentrionale dei due ed era situato in una pianura che si elevava verso una collina dove cresceva il bosco di Vaire. A ovest della zona boschiva, dall'altra parte della strada che collegava Hamel con Villers-Bretonneux, i tedeschi avevano costruito una trincea a forma di rene, che gli australiani avevano soprannominato "Kidney" o "Vaire Trench".  Occupando una vista dominante del terreno a ovest, su cui la fanteria australiana doveva assaltare, la posizione era rinforzata con filo spinato e ancorata con più postazioni di mitragliatrici.
Il 16º Battaglione, supportato dalla 4ª Batteria di Mortai da Trincea,  attaccò al centro della postazione della 4ª Brigata, con il 15° alla sua sinistra,  e il 14° in riserva. Prendendo fuoco pesante dal bordo del bosco e dalla parte settentrionale della Fossa del Rene, la compagnia di testa del battaglione perse il suo comandante e sergente maggiore, bloccando la loro avanzata. Affiancare la posizione nemica, uno sforzo con una mano sola del caporale Thomas Axfordripristinato la situazione. Correndo verso il nemico, dopo aver lanciato diverse granate ha fatto irruzione nella posizione in corrispondenza della baionetta, uccidendo 10 difensori e catturandone altri sei. Come Dalziel, in seguito fu insignito della Victoria Cross per la sua impresa.  Un gran numero di tedeschi furono fatti prigionieri nelle panchine adiacenti alla trincea.  Quando i carri armati britannici si mossero in appoggio, il 16° avanzò attraverso la trincea e nel bosco, prima che il 13º Battaglione prendesse il controllo dell'avanzata verso uno sperone oltre il bosco. Completando una complessa manovra di passaggio delle linee, una compagnia ha scavato mentre altre due si sono affiancate a nord e un'altra ha attaccato frontalmente, avanzando di oltre 500 iarde (500 m) prima di girare in linea al passoe avanzando verso est fino allo sperone.

### Villaggio di Hamel
Il compito di prendere i punti forti intorno ad Hamel fu assegnato ai quattro battaglioni dell'11ª Brigata e dell'11ª Batteria di mortai da trincea.  Il 43°, al centro della brigata, aveva il compito di prendere il villaggio stesso, mentre il 42° e metà del 44° lo avrebbero affiancato da sinistra attorno al Bosco di Notamel, e l'altra metà del 44° lo avrebbe affiancato da la destra.  Il 41º Battaglione fu trattenuto in riserva. Come obiettivo principale, l'attacco qui è stato supportato da 27 carri armati, esclusi quelli che stavano sostenendo gli sforzi per prendere Pear Trench. Situato in una conca, Hamel si trovava a circa 870 iarde (800 m) a nord-est della Fossa delle Pere. La principale forza tedesca era situata sul lato occidentale del villaggio ea nord intorno ai boschi.
Come nel settore Pear Trench, i carri armati assegnati a supportare l'attacco ad Hamel non erano arrivati quando la fanteria raggiunse la linea di partenza, il che significava che dovevano attaccare senza supporto corazzato.  Quando il 43° andò dritto contro le difese, alcuni dei difensori tedeschi iniziarono a ritirarsi.  Mentre elementi del 43° aggiravano le posizioni tedesche nel villaggio attraverso il confine di Notamel Wood,  scoppiarono pesanti combattimenti ad Hamel e un gruppo di australiani, insieme al loro plotone americano annesso, uccise 15 tedeschi e ne catturò un altro 40. Nel frattempo, il 44° andò contro le trincee tedesche lungo la linea di cresta a sud. Lì, dopo che i carri armati sono finalmente arrivati, hanno preso un gran numero di prigionieri mentre ripulivano le trincee.  Intorno a Notamel Wood, la resistenza era inizialmente pesante poiché le posizioni tedesche erano ben posizionate per fornire campi di fuoco ad incastro. La compagnia del 43° ai margini del bosco fu trattenuta brevemente da una mitragliatrice che infilava la loro linea di avanzamento prima che un carro armato schiacciò la posizione;  più a nord, il 42º battaglione, dopo essere stato brevemente confuso, era stato spostato in posizione con un trapano di precisione,  e quando il peso combinato di supporto aereo, artiglieria e armature era stato portato a sopportare la resistenza tedesca nel legno sciolto lontano.
Una volta che Hamel era stato investito con successo e la maggior parte della resistenza era cessata nel villaggio, fu chiamata una breve interruzione. Durante questo periodo, piccole azioni sono continuate quando una postazione di mitragliatrici tedesche a nord della Pear Trench è stata messa a tacere da una squadra di armi da fuoco Lewis e da un gruppo di americani.  La seconda fase dell'attacco riprese dopo una pausa di 10 minuti,  quando gli uomini del 43º Battaglione iniziarono a sgomberare i restanti difensori tedeschi dal villaggio e dalla vicina cava. I carri armati britannici sparavano mitragliatrici e cannoni che sparavano mitraglia negli spazi ristretti del villaggio. Quando il sole iniziò a sorgere, non furono più inibiti dall'oscurità e arrivarono a dominare la situazione, strizzando l'occhio sacche isolate di resistenza nelle aree che erano già state catturate.

### Fianco meridionale
Il fianco meridionale del fronte d'attacco si estendeva a est lungo la Strada Romana. Posizionati alla destra della 4ª Brigata, due battaglioni della 6ª Brigata - la 21ª e la 23ª  - avevano avuto il compito di mettere in sicurezza quest'area con una batteria di mortai da trincea, la 6ª, in appoggio diretto. Furono rinforzati dal 25º Battaglione, che era stato distaccato dalla 7ª Brigata,  che aveva il compito di assaltare l'estremità della linea, dove sarebbero stati esposti al fuoco dai fianchi.
Una volta lanciato l'attacco, il 21 ° battaglione entrò a sinistra e, supportato dallo sbarramento strisciante e dai carri armati, vinse la resistenza tedesca relativamente leggera. Anche il 23 avanzò "senza intoppi",  sebbene resistesse con maggiore forza. Il 25, invece, se la è cavata peggio.  A causa della loro posizione esposta sulla destra della linea australiana, il 25º battaglione era supportato dall'Australian Heavy Trench Mortar Battery; tuttavia il 25° soffrì pesantemente, perdendo quasi due interi plotoni mentre le postazioni di mitragliatrici tedesche tagliavano i loro ranghi. Quando i tedeschi lanciarono un contrattacco, una richiesta di supporto di artiglieria di emergenza fu inviata tramite un razzo di soccorso e un altro plotone fu chiamato per arginare la marea e alla fine il 25 si assicurò il suo obiettivo a nord della Strada Romana.  I carri armati furono determinanti nel rompere la volontà tedesca di ulteriori contrattacchi, spingendo in modo aggressivo 1 100 iarde (1000 m) oltre la linea alleata,  spostandosi nel bosco di Accroche per molestare le retrovie tedesche durante la seconda fase dell'attacco.

### Finta di attacco a Ville-sur-Ancre
Per distogliere l'attenzione tedesca da Hamel e fornire una certa sicurezza al fianco settentrionale, Monash ordinò alla 15ª brigata, al comando del generale di brigata Harold Elliott, di intraprendere una "finta" a nord del fiume Somme, per catturare le alture a nord-est di Hamel.  La finta era una parte fondamentale del piano di inganno alleato per mascherare l'entità dell'attacco ad Hamel e interrompere gli sforzi tedeschi per contrattaccare o rafforzare il villaggio.  Fu impegnata la 15ª brigata, composta dal 57º, 58º, 59º e 60º battaglione, con la 15ª batteria di mortai da trincea a supporto. Anche elementi della 14ª brigata hanno sostenuto lo sforzo.
All'inizio del 4 luglio, la finta iniziò con una dimostrazione del 55 ° battaglione intorno a Sailly-Laurette, nel settore della 14ª brigata. Gli australiani impiegarono manichini per attirare il fuoco delle mitragliatrici tedesche in una parte della linea, mentre un gruppo di 200 compagnie fece irruzione nella linea tedesca altrove. Quando l'artiglieria tedesca si alzò per affrontare la minaccia, le vittime australiane iniziarono ad aumentare. Seguì una seconda ondata, catturando la prima linea tedesca, prima che gli australiani si ritirassero dopo aver fatto prigioniero un piccolo numero di tedeschi.  Nel settore della 15ª brigata, di fronte al 52º e 232º reggimento di fanteria di riserva tedesca, la parte principale della finta fu lanciata alle 03:10, in concomitanza con l'assalto ad Hamel, per catturare e trattenere parte della linea di trincea tedesca intorno a Ville-sur-Ancre.  Una compagnia sottodimensionata del 58º Battaglione attaccò lungo il fiume Ancre attraverso un fronte di 770 iarde (700 m), mentre due compagnie del 59º battaglione attaccarono una linea di 550 iarde (500 m) di avamposti tedeschi che erano sparpagliati lungo una strada.  L'attacco iniziò con l'artiglieria della 5ª divisione australiana, così come l'artiglieria di corpo, inclusi cannoni pesanti e due batterie di mortai da trincea extra.
I progressi al centro dell'attacco australiano sono stati bloccati da ostacoli di filo e fuoco ammassato di mitragliatrici, ma gli attacchi ai fianchi hanno ripristinato la situazione prima che i combattimenti si trasformassero in una serie di attacchi con granate.  Sulla sinistra, disteso sottile su un fronte troppo ampio, l'attacco vacillò ma gli sforzi individuali dei giovani ufficiali e degli alti sottufficiali spinsero gli uomini all'azione, caricando postazioni di mitragliatrici, catturando un mulino sull'Ancre, che era stata trasformata in una posizione fortificata e la tenne, nonostante i contrattacchi tedeschi locali. Poiché la posizione a sinistra era incerta, elementi del 57 ° battaglione furono inviati in avanti e la linea intorno a Ville-sur-Ancre assicurata. In seguito, i tedeschi iniziarono a bombardare la posizione con i cannoni sulle alture di Morlancourt. Successivamente, un battaglione del 247º reggimento di fanteria di riserva della 54ª divisione di riserva iniziò a formarsi per un contrattacco, ma questo fu smantellato dall'artiglieria australiana e britannica.

## Conseguenze

### Consolidamento e contrattacco tedesco
Tutti gli obiettivi degli alleati furono raggiunti in 93 minuti,  solo tre minuti in più rispetto al tempo di battaglia calcolato da Monash di 90 minuti.  Dopo aver preso il villaggio, gli australiani e gli americani iniziarono a ricostruire le difese distrutte. Il rastrellamento è stato completato a Vaire e Hamel Woods entro le 06:00 e ad Hamel entro le 07:00.  Furono portati rifornimenti su quattro carri armati e alle 04:45, gli aerei da ricognizione dello squadrone n. 3 dell'Australian Flying Corps iniziarono a fotografare la nuova linea del fronte per la creazione di mappe.  Alle 06:00, Squadrone n. 9 della RAF, iniziò a effettuare sortite di rifornimenti, impiegando lanci di paracadute che erano stati sviluppati da una squadra guidata dal capitano australiano Lawrence Wackett.  Gli attacchi aerei dietro la linea degli squadroni n. 23, 41 e 209 mantennero la pressione sui tedeschi, anche se questo fu interrotto intorno alle 09:30 quando i tedeschi inviarono 30 aerei da combattimento ad Hamel per contestare il controllo dei cieli.
Gli australiani e gli americani hanno lavorato per consolidare la posizione catturata. I carri armati rimasero in appoggio fino alle 17:30 quando furono ritirati, portando con sé alcuni dei feriti.  Per tutta la notte, i cecchini tedeschi spararono sulla linea alleata e le truppe alleate avanzarono di altri 400 iarde (370 m) e la mattina del 5 luglio fecero altri 700 prigionieri.  I tedeschi continuarono a molestare le truppe australiane intorno ad Hamel per il resto della giornata, intraprendendo brevi attacchi aerei e sparando bombardamenti di artiglieria mentre si preparavano per un contrattacco.
Un contrattacco tedesco è arrivato intorno alle 22:00 quella notte. Tra fosgene e bombardamenti di gas mostarda, Stosstruppen e una compagnia di fanteria di circa 200 uomini del 201º reggimento di fanteria della 43ª divisione di riserva fecero irruzione nel settore del 44º battaglione intorno a Le Hurleux, una collina soprannominata "Wolfsberg" dai tedeschi dove avevano stabilito un caposaldo prima della battaglia.  I tedeschi forzarono un varco di 200 yard (180 m) nella linea tra due compagnie e catturarono una dozzina di barellieri australiani, ma non furono in grado di sollevare rinforzi poiché l'artiglieria britannica iniziò a sparare alle loro spalle. Quando il 44º Battaglione iniziò a radunarsi, fu rinforzato dal 43º Battaglione e dagli americani ad esso attaccati.  Alle 02:00 del 6 luglio, i due battaglioni contrattaccarono. Gli esperti soldati d'assalto tedeschi inizialmente controllarono il drive, combattendo dietro i blocchi di trincea, ma alla fine furono sopraffatti da un attacco dai fianchi, poiché gli australiani assaltarono la loro posizione con granate e mazze.  L'effetto sconvolse i tedeschi e li costrinse a tornare indietro, ripristinando la linea alleata e liberando i barellieri catturati.

### Analisi
Sebbene di piccola scala, la battaglia di Hamel doveva avere conseguenze di vasta portata per la guerra di trincea, perché, come la battaglia di Cambrai nel 1917, forniva una dimostrazione pratica di tattiche per attaccare un nemico trincerato usando tattiche di armi combinate.  I metodi impiegati ad Hamel ebbero successo su scala molto più ampia nella battaglia di Amiens e furono un fattore importante nei successi alleati più avanti nella guerra. Il risultato ricevette forti elogi dal premier francese Georges Clemenceau, che in seguito percorse il campo di battaglia e si rivolse alle truppe che avevano preso parte.  Bernard Montgomery, che pose fine alla guerra come capo di stato maggiore di divisione e alla seconda guerra mondiale come feldmaresciallo, definì Monash il miglior generale della prima guerra mondiale sul fronte occidentale.
Sebbene il risultato rappresentasse un significativo rovesciamento per i tedeschi, non pose fine alla loro campagna offensiva sul fronte occidentale. Meno di quindici giorni dopo, i tedeschi lanciarono un forte attacco contro i francesi durante la seconda battaglia della Marna
.  Le quattro compagnie americane che si erano unite agli australiani durante l'assalto furono ritirate dalla linea dopo la battaglia e tornarono ai loro reggimenti, avendo acquisito una preziosa esperienza. Monash ha inviato a Bell i suoi ringraziamenti personali, lodando la galanteria degli americani, mentre Pershing ha fornito istruzioni esplicite per garantire che le truppe statunitensi non sarebbero state impiegate di nuovo in modo simile. Successivamente avrebbero svolto un ruolo significativo nei combattimenti che sono seguiti fino alla fine della guerra, poiché i rinforzi statunitensi sono arrivati a far pendere l'equilibrio della forza lavoro a favore degli Alleati.

### Vittime
Le perdite alleate ammontarono a circa 1 400 uccisi o feriti.  Ci furono 1 062 vittime australiane (di cui 800 morti) e 176 americane (compresi tra 13 e 26 uccisi) durante l'attacco principale e altre 142 vittime tra la 15ª Brigata durante il loro assalto diversivo intorno a Ville.  Circa 2 000 tedeschi furono uccisi e 1 600 catturati, insieme alla perdita di gran parte del loro equipaggiamento.  Nonostante le preoccupazioni della fanteria australiana, tutti i carri armati britannici tranne tre, sebbene in ritardo, raggiunsero i loro obiettivi.  Almeno cinque dei carri armati alleati furono danneggiati durante l'attacco, ma questi furono successivamente riparati. Le vittime tra gli equipaggi dei carri armati britannici ammontarono a 13 morti o feriti.  Le vittime alleate furono "leggere" nel contesto della prima guerra mondiale e l'attacco fu considerato "estremamente riuscito" per gli australiani.  Fu recuperata anche una grande quantità di equipaggiamento britannico che era stato catturato dai tedeschi quando avevano preso Hamel in aprile.

### Riconoscimento
Due australiani, Thomas Axford e Henry Dalziel, ricevettero la Victoria Cross per la loro condotta durante la battaglia.  Quattordici americani furono anche decorati dagli inglesi, comprese quattro medaglie per condotta distinto, quattro croci militari e sei medaglie militari.  Il caporale Thomas A. Pope, che si era precipitato con una mitragliatrice tedesca durante il contrattacco tedesco del 5 luglio, fu uno di coloro che ricevettero il DCM, ricevendo la medaglia personalmente da Giorgio V il 12 agosto 1918. Egli in seguito riceverà anche la Medaglia d'Onore. Joseph B. Sanborn ha raccomandato ventidue membri del 131 ° reggimento di fanteria per premi al valore.  Pope e altri sette pasticcieri ricevettero anche la Distinguished Service Cross dell'esercito americano per le azioni durante la battaglia di Hamel.